# Инвидия
Инвидия (Invidia) е латинското наименование (някои литературни текстове я персонифицират по този начин) на гръцката богиня на възмездието и справедливостта Немезида (Nemesis). Почитана е най-вече от римските пълководци, увенчали се с победа, но също така и от гладиаторите, биещи се на арената, срещу най-различни екзотични зверове.
Извън литературата, римляните са наричали Invidia, богинята на завистта и ревността. Основният проблем в двойствения смисъл на наименованието е, че в латинския език invidia покрива значението на две различни гръцки думи Nemesis и Phthonus.